# Lederhose (vêtement)
Pour les articles homonymes, voir Lederhose.

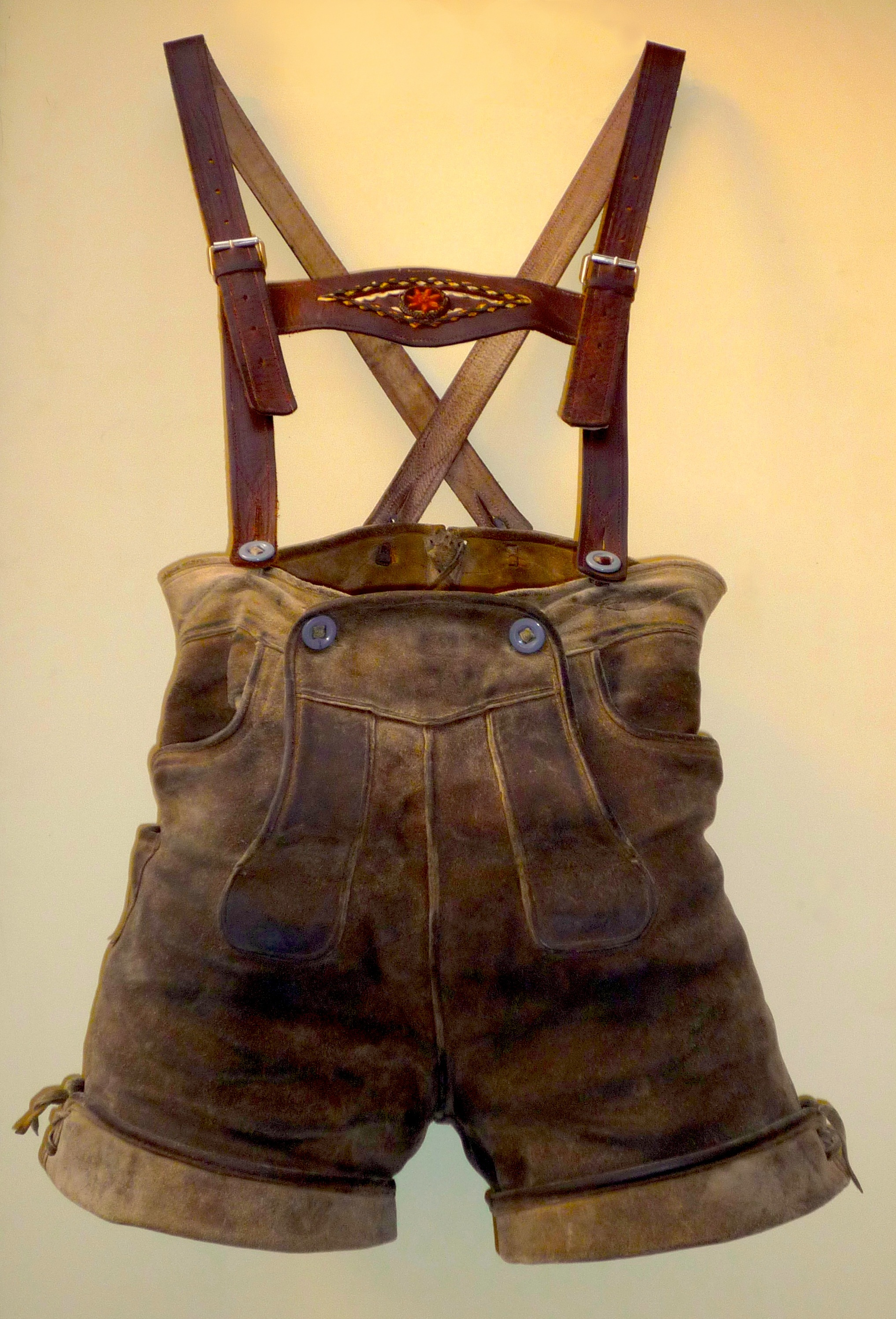
Kurze Lederhose typique des années 1930 à 1950, avec pont à boutons et bretelles.

La Lederhose, pl. Lederhosen, est une culotte courte traditionnelle à pont s’arrêtant au-dessus des genoux, originaire de Bavière (Allemagne). Son nom vient de l’allemand Leder, cuir, et Hose, culotte.
Son appellation française est « culotte de cuir », « culotte bavaroise », « culotte de peau » ou « short tyrolien ».

## Description
Le cuir de cerf est traditionnellement utilisé pour la confection du Lederhose, mais il est également possible d’utiliser du cuir de chèvre, de veau ou de porc.
Elle est généralement brodée de monogrammes, d’edelweiss, de feuilles de chêne et/ou de motifs relatifs à la chasse ou à la vie paysanne. Les boutons sont traditionnellement taillés dans du bois de cerf et retenus par un petit lien en cuir.
La Lederhose est retenue par des bretelles appelées Lederhosenträger ou par une ceinture.

## Histoire

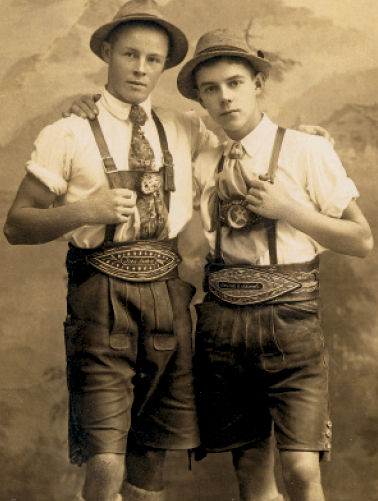
Deux jeunes Bavarois de la région de Miesbach posent fièrement en habits de fête, vers 1890.

La Lederhose est le vêtement traditionnel du montagnard porté à partir du XVIIIe siècle dans les Alpes puis dans toutes les régions germanophones avoisinantes, à savoir l’Autriche, le Tyrol du Sud et la Bavière.

### Origines
De multiples variantes de Lederhosen existent suivant les régions où elles sont portées, mais elles peuvent se regrouper en deux catégories : les kurze Lederhosen, courtes, et les Kniebund-Lederhosen, mi-longues qui arrivent en dessous du genou.
Très vite, le port de la Lederhose est adopté par toute la population rurale. Les Lederhosen mi-longues sont portées au travail, pour la chasse ou lors des cérémonies, tandis que les courtes sont portées à l’occasion des loisirs de plein air et des vacances.
Au début du XIXe siècle, avec l’apparition du pantalon de toile, les modes vestimentaires évoluent et les citadins qui l’avaient adoptée abandonnent le port de la Lederhose. Seuls les montagnards et les habitants des campagnes continuent à la porter dans leurs activités quotidiennes. Le port de ce vêtement traditionnel se raréfie lentement jusqu’à risquer aujourd'hui de disparaître.

### Josef Vogl, l’homme du renouveau

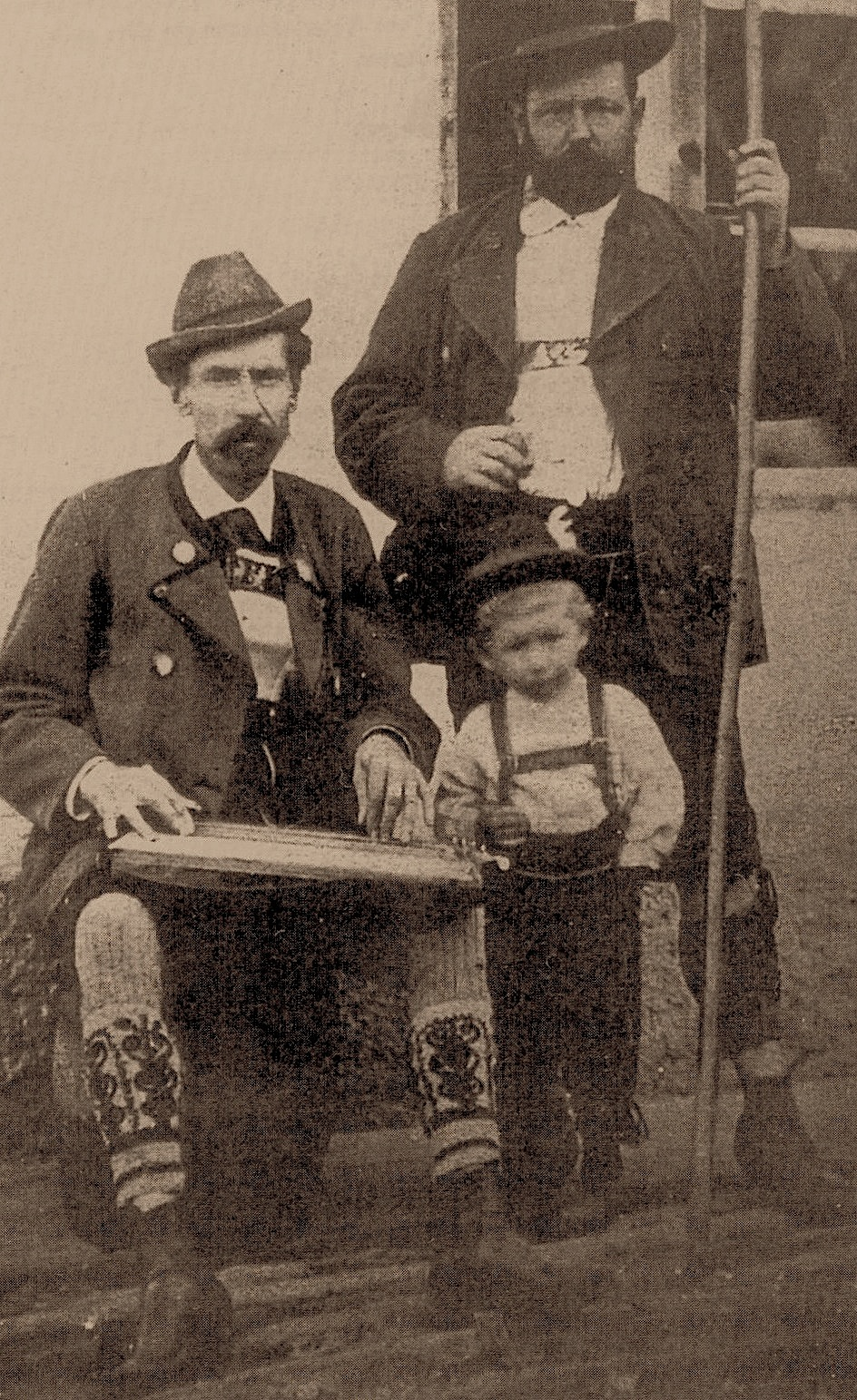
Assis à gauche, Josef Vogl en 1883.

Un homme tente de remédier à la situation. Le 25 août 1883, dans une taverne de Bayrischzell, l’instituteur Josef Vogl (1848-1886) et cinq de ses compagnons décident de faire confectionner des Lederhosen traditionnelles. Une fois le costume prêt, les amis se rendent à l’église, habillés de leur nouvelle tenue, alors qu'on ne voit plus personne dans les rues de la ville porter un tel accoutrement depuis des lustres. Ils sont la risée de l’assistance mais l’histoire de la Bavière retient cette date.
Coup dur supplémentaire, la Lederhose est jugée immorale par l’Église. L'archevêque de Munich et le clergé allemand en interdisent le port lors des célébrations et processions religieuses, une mise à l’Index qui dure jusqu’en 1913.
Josef Vogl crée alors une association pour protéger ce costume national et fait appel au parrainage de Louis II de Bavière. Le monarque assure l’association de son soutien. La reconnaissance de leur cause n’est désormais plus qu'une question de temps.
Dès lors, au fil des années, la Lederhose évolue. Chaque région met un point d’honneur à l’embellir en y ajoutant de riches broderies, chacune ayant des couleurs et des motifs spécifiques. La Lederhose devient l’habit de fête par excellence.

### Les caractéristiques  de l’authentiqueLederhose

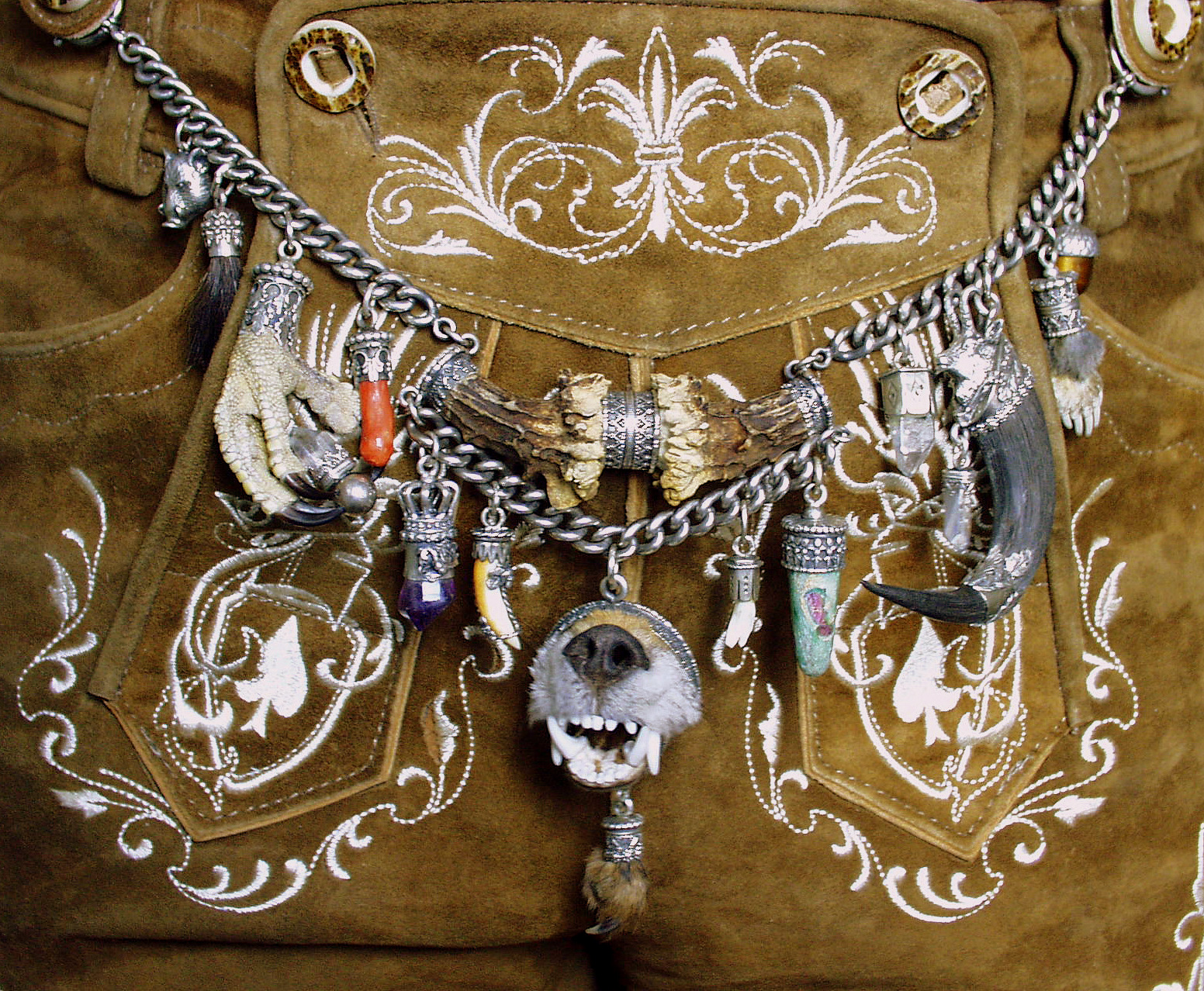
Pont de Lederhose brodé et décoré d’un Charivari, chaîne où sont suspendues des amulettes qui produisent des cliquetis.

Une authentique Lederhose est toujours coupée sur mesure, dans du cuir de cerf. Plusieurs semaines sont nécessaires à sa confection.
Son décor, soigneusement brodé selon des techniques ancestrales, est fonction de la région d’origine. Les initiales de son propriétaire sont appliquées sur la poche à couteau placée sur le côté droit. Les boutons sont taillés en bois de cerf et fixés à avec une lanière de cuir. Au centre des bretelles est fixé un petit camée sculpté en bois de cerf représentant une scène de chasse ou un edelweiss. Une ceinture d’apparat richement décorée, véritable travail d’art populaire, et brodée au nom du propriétaire, souvent complété du souhait Grüß Gott ! (« Dieu soit loué ! »).
À l’époque, l’achat d’une telle Lederhose représente une dépense importante mais chacun met un point d’honneur à en posséder une.

### 1950 − 1970: la génération culotte de cuir

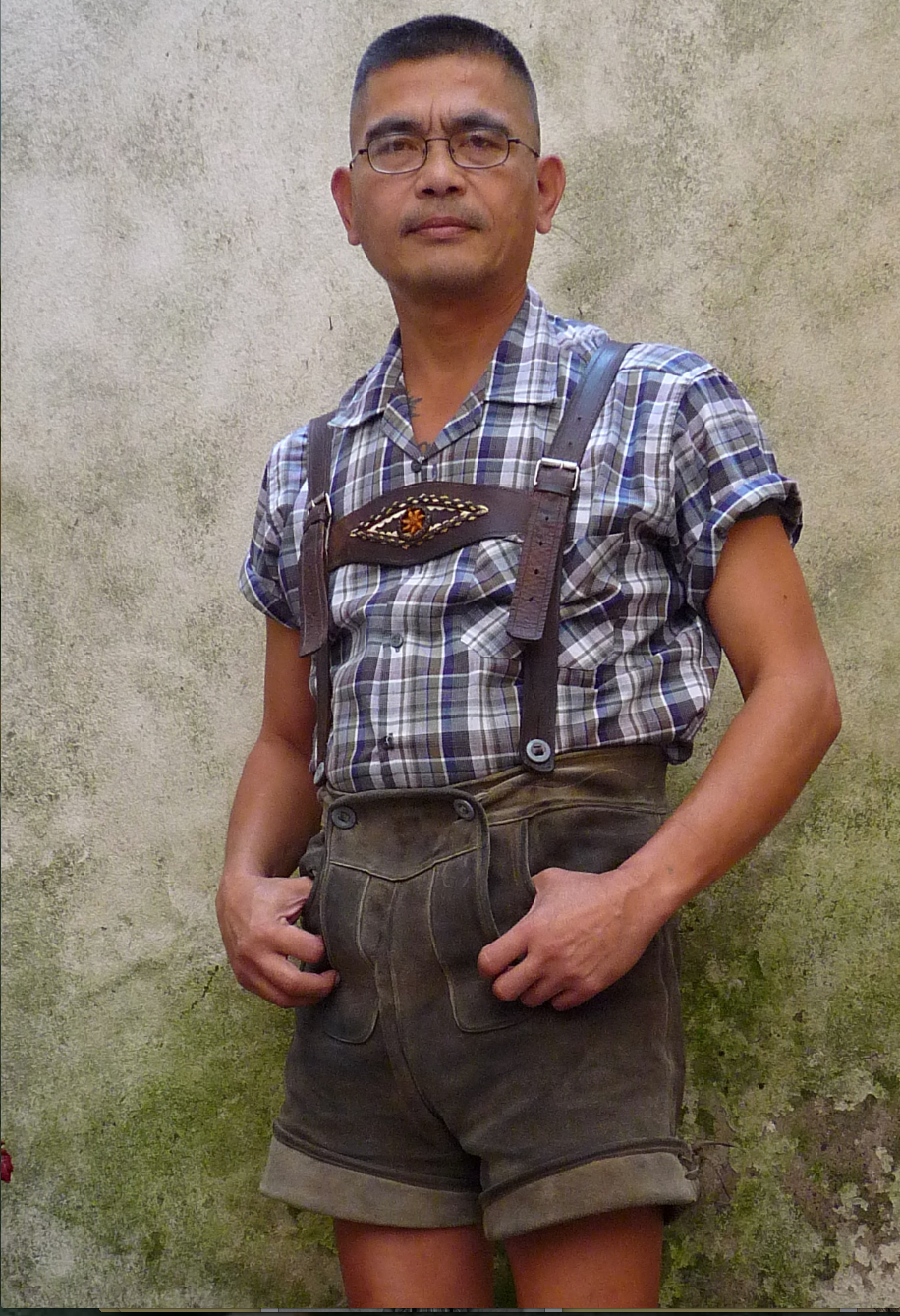
Knopflatzlederhose portée avec les bretelles traditionnelles.

Après la Seconde Guerre mondiale, un artisan anonyme crée une nouvelle forme de culotte de cuir destinée aux garçons, la Sepplhose, très ajustée et beaucoup plus courte avec revers (trois largeurs de main au-dessus du genou). Il simplifie la forme du pont en supprimant pièces rapportées et boutons, leur substituant des fermetures à glissières et rajoutant des passants pour ceinturon.
Ce modèle est économe en matières premières et en façon. L’industrialisation permet une production importante. C’est le temps du prêt-à-porter. Grâce à un prix acceptable au vu de sa longévité, ce nouveau modèle est adopté immédiatement par les jeunes citadins alors que la Sepplhose à pont boutonné gardera la préférence de la campagne.
À cette même époque apparaissent les premières Glattlederhosen, en cuir lisse épais de couleur vert-olive foncé, à deux fermetures à glissières, bien moins sensibles aux taches et agressions de toutes sortes. Elles sont immédiatement populaires chez les garçons des villes, à la grande satisfaction de leurs mères, qui peuvent les habiller avec ce vêtement en cuir, solide, pratique et esthétique et qui se transmet entre frères.
Pratiquement tous les garçons allemands de cette génération d’après-guerre portent alors une Kurze Lederhose, quelle que soit leur région d’origine.

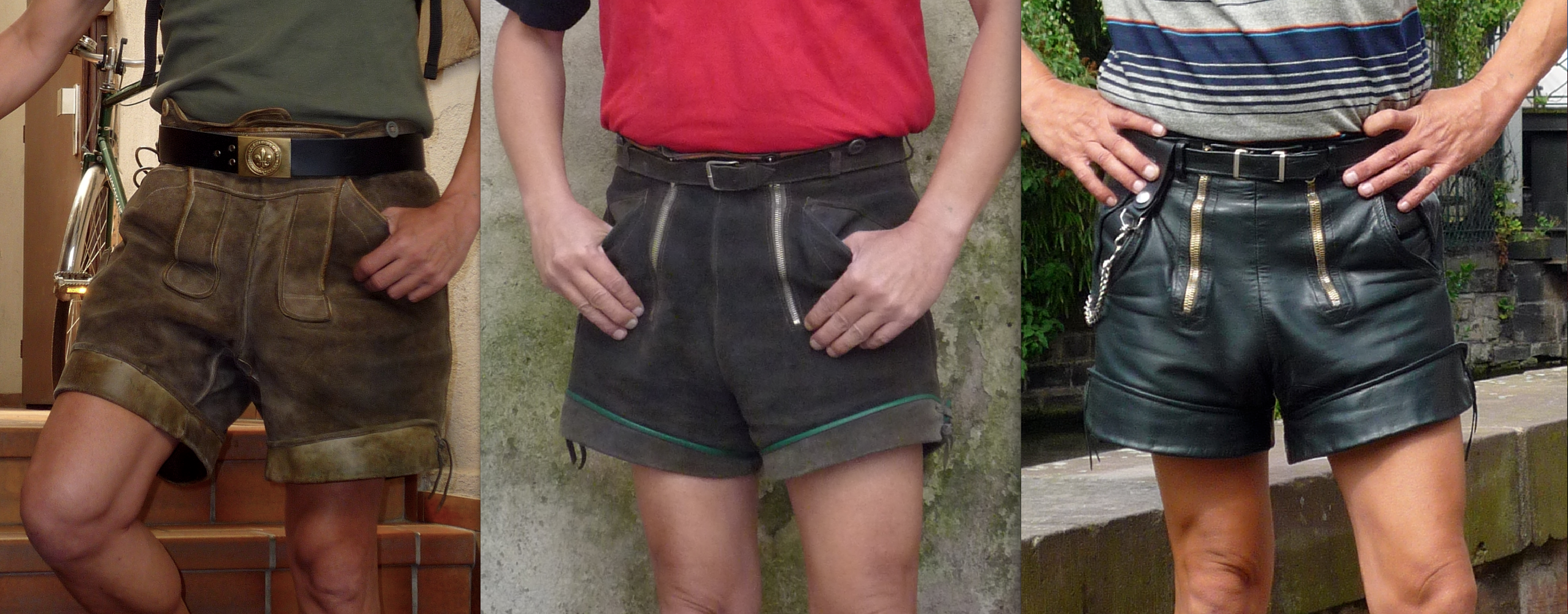
De gauche à droite :
Lederhose traditionnelle des années trente à pont boutonné ;
Sepplhose à pont à fermetures à glissières ;
Glattledersepplhose en cuir vert-olive foncé brillant de la génération Lederhosen.

Au XXIe siècle, la Lederhose est encore portée par les membres de quelques mouvements de jeunesse, scouts et Wandervogel en Allemagne.

### LaLederhoseet la jeunesse en France
La Lederhose apparaît d’abord dans les régions limitrophes de l’Allemagne, puis dans toute la France. En Suisse romande, elle est peu portée.
Popularisée en France dès le début des années 1950 par la collection de romans scouts Signe de piste, elle est souvent portée par les jeunes et débrouillards héros des histoires scoutes et figure sur quelques couvertures dessinées par Pierre Joubert et Michel Gourlier.
Des entreprises de vente par correspondance comme Manufrance, La Redoute, ainsi que Le Journal de Tintin séduisent très vite les mères de famille avec cet article increvable, même si le coût est nettement supérieur à un vêtement en tissus.
Cet engouement disparaît avec l’apparition du « blue jeans », à la fin des années 1970.
De nos jours, la Lederhose est portée de manière marginale dans le milieu du scoutisme français, en particulier chez les scouts de Riaumont.[réf. nécessaire]

## Traditions et folklore

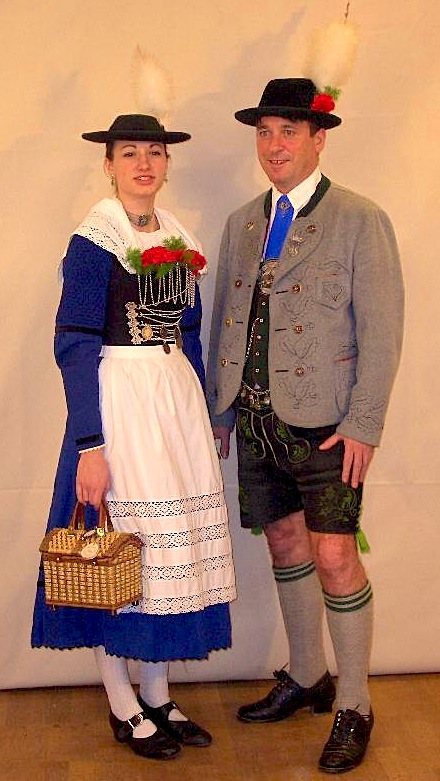
Couple de la région de Miesbach, au sud de Munich.

### Les fêtes civiles et religieuses
Dans sa version traditionnelle brodée, la Lederhose fait la fierté des nombreux groupes folkloriques qui existent en Allemagne et qui tout au long de l’année participent aux nombreuses fêtes et célébrations, religieuses ou civiles.

### Oktoberfest, la fête de la bière de Munich
Les années 2000 voient le retour en force des costumes traditionnels pour l’Oktoberfest. Aujourd’hui, la majorité des visiteurs de la Wiesn, qu’ils soient allemands ou étrangers, est habillée en Lederhose, pour les hommes, et en Dirndl, robe traditionnelle apparue au XIXe siècle, pour les femmes, bien que certaines portent également des mini-Lederhose. Ces costumes, bien que traditionnels, suivent une véritable mode et la recherche du juste habillement est une préoccupation importante des visiteurs.
Sous la Lederhose, les hommes portent généralement une chemise. Elles sont le plus souvent à carreaux, les combinaisons de couleurs les plus répandues étant rouge/blanc et bleu/blanc. La chemise blanche est également répandue. Les chaussettes sont hautes et viennent couvrir les mollets. Certains portent des Wald-Strumpfen, sortes de chaussettes qui ne couvrent que le mollet, les pieds restant nus. Pour compléter le tout, on porte en général des chaussures de cuir basses noires.
Chaque année, au mois d’octobre, de grandes chaînes de magasin ouvrent des rayons spéciaux Oktoberfest  et proposent à leurs clients de passage à Munich des solutions clé en main – Trachten Komplett Sets – comprenant la culotte de cuir, les bretelles, la chemise à carreaux, les chaussettes et les chaussures. Ces produits, bon marché, sont fabriqués en Turquie et au Pakistan.

### Le marché de seconde-main
Un important marché de seconde main existe tant dans les magasins de fripes spécialisés que sur les sites de vente aux enchères.
Les modèles anciens les plus recherchés et les plus chers sont ceux qui présentent les plus belles patines. On peut ainsi acquérir, pour un prix pouvant aller de quelques dizaines à plusieurs centaines d'euros, une Lederhose de plus de soixante ans d’âge, toujours en état d’être portée après quelques opérations d’assouplissement du cuir et de couture.

### Lederhosenfilm
Le Lederhose a donné son nom à un type de comédie érotique, les « Lederhosenfilmen », en vogue dans les années 1970 et 1980 en Allemagne et en Autriche.

### Sources et liens externes
- (de + en) Musée virtuel de la Lederhose.
- (de) Dictionnaire historique de la Bavière.
- (en) Historical Boy's Clothing